# 51st Fighter Wing
Le 51st Fighter Wing (51st FW, 51e Escadre de Chasse), appartenant aux Pacific Air Forces de l'United States Air Force est la principale unité de la base d'Osan Air Base en Corée du Sud.

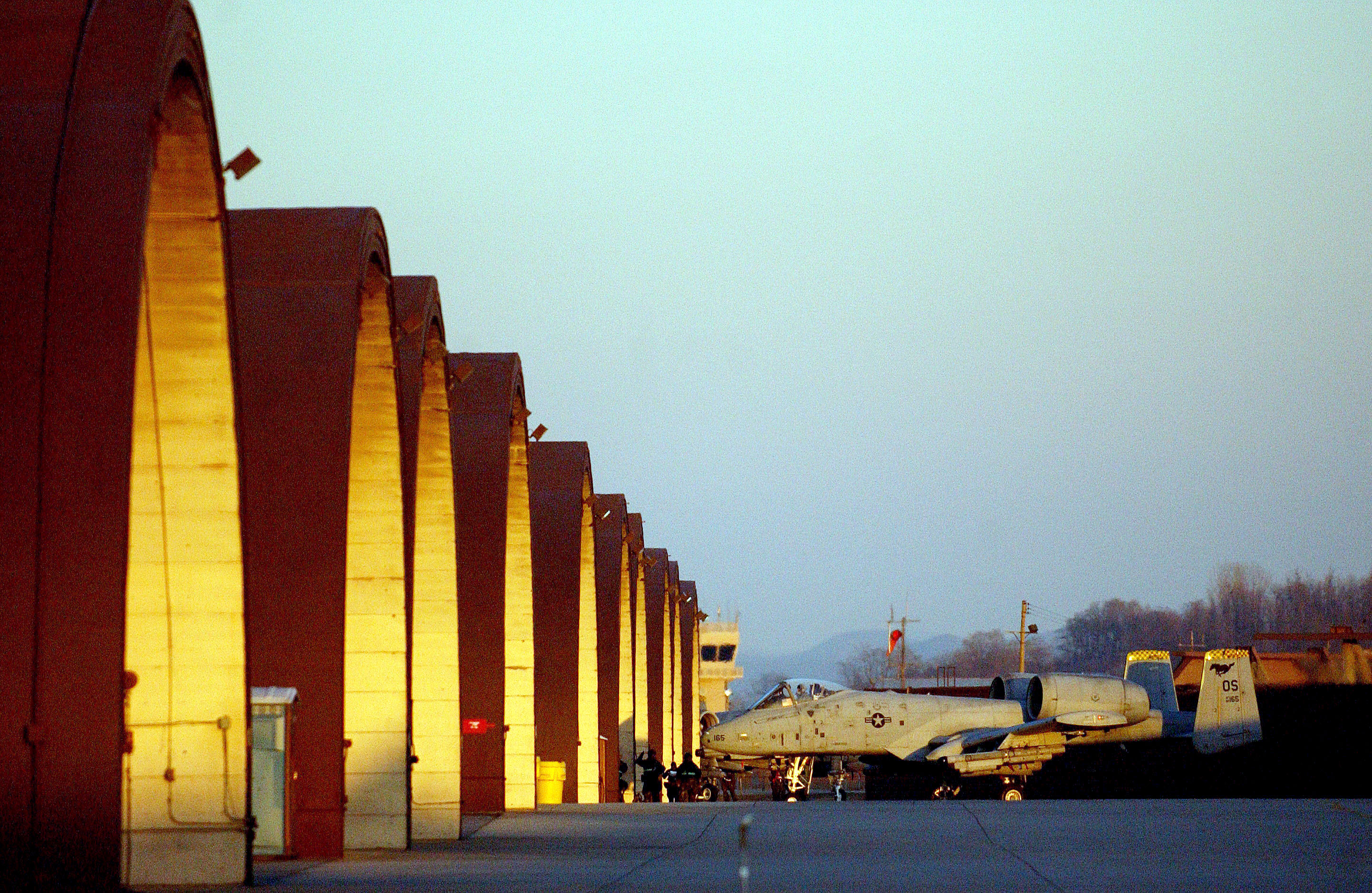
Un Thunderbolt A-10A du 51st FW devant les hangars d'Osan AB